# Port Graham (Alaska)
Port Graham ist ein Ort und ein census-designated place (CDP) im Kenai Peninsula Borough in Alaska. Das U.S. Census Bureau ermittelte bei der Volkszählung 2020 eine Einwohnerzahl von 162.

## Geographie
Port Graham liegt im Südwesten der Kenai-Halbinsel am Südufer der gleichnamigen Bucht. Port Graham befindet sich 12 km südsüdwestlich von Seldovia und 37 km südwestlich von Homer. Port Graham verfügt über den Flugplatz Port Graham. Der Ort kann nur auf dem Luft- oder Seeweg erreicht werden. Ein Fußpfad führt zum 5 km westnordwestlich gelegenen Ort Nanwalek.

## Geschichte
Im Jahr 1850 errichtete die Russländisch-Amerikanische Kompagnie bei Port Graham eine Kohlemine. Diese war jedoch nicht wirtschaftlich und war nur wenige Jahre in Betrieb. 1911 nahm die „Fidalgo Island Packing Company“ eine Konservenfabrik in Betrieb und Aleuten von Nanwalek zogen nach Port Graham. Zwischen 1938 und 1961 gab es ein Postamt in Port Graham. 1960 brannte die Konservenfabrik ab. 1968 wurde die Konservenfabrik von Whitney/Fidalgo wiederaufgebaut und 1983 an die Dorfgemeinschaft verkauft. Im Jahr 1991 ging eine Buckellachs-Fischzuchtanlage in Betrieb. Im Januar 1998 wurden die Fischzuchtanlage und die Konservenfabrik bei einem Brand zerstört.
Im Juni 1999 wurden beide Anlagen wiedererrichtet. Die Konservenfabrik wurde ein wichtiger Wirtschaftsfaktor der Gemeinde und beschäftigte auch Bewohner des nahegelegenen Nanwalek. Im Jahr 2011 war die Fabrik offenbar nicht in Betrieb.
Port Graham wurde 1980 ein census-designated place. Port Graham ist heute ein traditionelles Dorf der Sugpiaq, das vom Fischfang und von Subsistenzwirtschaft lebt.

## Demografie
Zum Zeitpunkt der Volkszählung im Jahre 2020 (U.S. Census 2020) hatte Port Graham 162 Einwohner auf einer Landfläche von 16,56 km². Von den Einwohnern waren 8 Weiße sowie 134 Indigene. Beim Zensus im Jahr 2000 wurden 171 Einwohner gezählt, 2010 waren es 177.